# Éhbél

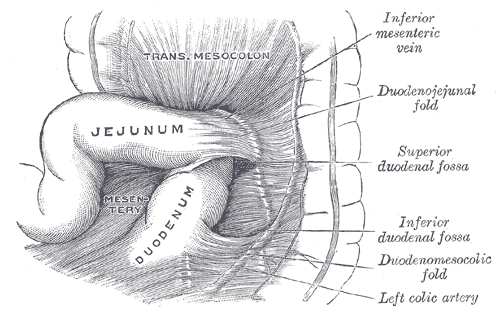
Patkóbél-éhbél átmenet

Az éhbél (jejunum) az emésztőcsatorna része, a vékonybél három részének középső eleme, a patkóbél (duodenum) és a csípőbél (ileum) között helyezkedik el. A Treitz-szalaggal veszi kezdetét, és éles határ nélkül folytatódik az ileumba. 

## Etimológia
A jejunum szó eredete a latin jejunus, „üres” szóra vezethető vissza, ugyanis a görög és római orvosok boncolás során ezt a bélszakaszt gyakran üresen találták, köszönhetően annak, hogy a bél perisztaltikája a halál beállta után is működik még egy ideig.
A magyar éhbél elnevezés is erre utal.

## Embriológia
Az éhbél az embrionális középbélből fejlődik ki.

## Anatómia
Méretek: a jejunum hossza 1-2 méter, átmérője 2,5-3 cm.
Az éhbelet a bélfodor (mesenterium) rögzíti a hátulsó hasfalhoz, amelynek hossza 15-18 cm, így nagy mozgékonyságot biztosít a hasüregben.

## Ér- és idegellátás

### Vérellátás

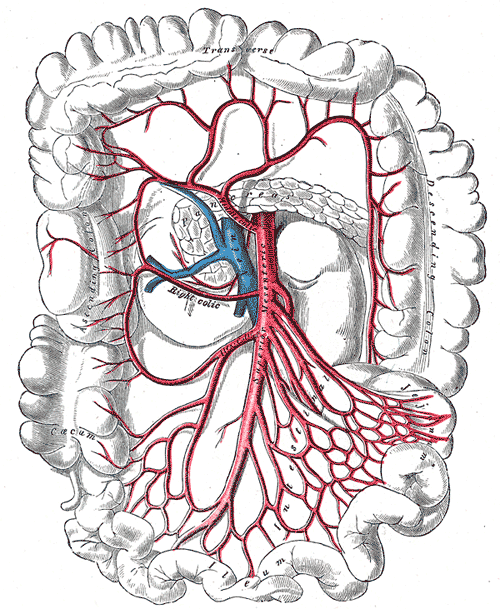
A jejunum vérellátása (az a. mesenterica superior ágrendszer része)

A jejunum vérellátását az a. mesenterica superior végzi:
- aa. jejunales: (aorta » a. mesenterica superior): 3-6, hosszú és vaskos artériák.

A jejunum (duodenojejunalis átmenet) kezdeti szakaszának vérellátása sajátos:
- duodenojejunalis szög artériája: a. pancreaticoduodenalis inferior-ból vagy az előbbi artéria és az első jejunalis artéria közös törzséből táplálkozik.
- Néha az első két jejunalis artéria közötti anasztomózis hiányozhat.

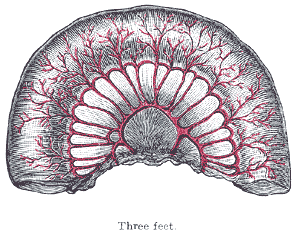
A jejunum artériás árkádja

A mesenteriumban, a belet ellátó artériák két ágra oszlanak, és az egymással szomszédos artériák árkádokat hoznak létre. A jejunum oralis (felső) részén egy sor árkádot alkotnak, distalisabban (az ileum irányába) az árkádok száma növekszik. 
Az utolsó árkád, a bél szélétől néhány centiméterre a béllel párhuzamosan halad, ebből a bélre merőleges artériák indulnak, ezek a Dwight-féle egyenes erek. Az egyenes erek kb. 4 mm távolságra erednek egymástól, párban vagy eredés után oszlanak két ágra, amelyek majd a bél jobb és bal oldalán haladnak körbe. A belet elérve átfúrják a muscularis réteget, és a submucosában hálózatot alkotnak, majd a mucosa irányába ágakat adnak.

### Vénás elvezetés

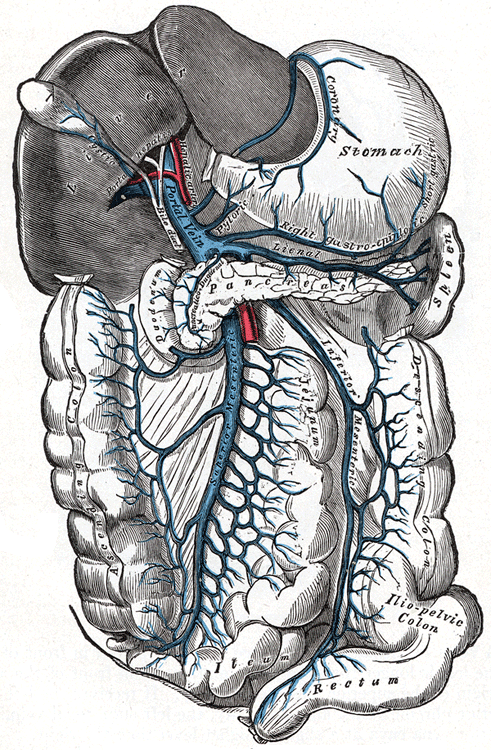
A vékonybél vénás elvezetése, a v. portae rendszer része

A vénák nagyjából az artériákat követik, számuk kisebb, mint az artériáké, egymással gazdag anasztomózis rendszert alakítanak ki, végül a vena (v.) mesenterica superiorba ömlenek.
A jejunum vénás vére a  v. mesenterica superiorba jut: 
- truncus jejunalis: vízszintesen jobbra tartó véna, amely a jejunum vénás vérét vezeti el.
- truncus intermedialis: ferdén felfelé és jobbra tart, az jejunoilealis átmenet vérét gyűjti.

### Nyirokkeringés
A nyirokkeringés három hálózattal (mucosa, submucosa, subserosa szintjén) veszi kezdetét. 
A nyirokcsomók 3 csoportban helyezkednek el a nyirokutak mentén:
- Perifériás (Nodii lymphatici mesenterici juxtaintestinales): a mesenteriumban, a bél és az utolsó artériás árkád között helyezkednek el.
- Intermedialis: az első érárkádok mentén vannak.
- Centrális (Nodii lymphatici mesenterici centrales / superiores): a mesenterium gyökben, az a. és v. mesenterica superior körül helyezkednek el.

### Beidegzés
Szimpatikus:
- plexus coeliacus
- plexus mesentericus superior

Paraszimpatikus:
- nervus vagus

## Szövettan
A jejunum falának felépítése hasonló a vékonybél többi részéhez (részletesen lásd ott).
Néhány különbség figyelhető meg szabad szemmel és mikroszkopikusan:
- belső felszínén számos nyálkahártya redő látható
- a villusok hosszúak és sűrűbben vannak, mint az ileumban
- kevés Peyer-plakk és kehelysejt található
- submucosában nincsenek Brunner-mirigyek
- a serosa szinte körkörösen borítja

## Fiziológia
Az éhbél pH-ja leggyakrabban 7 és 8 közötti (semleges vagy gyengén bázisos).